# Xeremia (Sackpfeife)
Die mallorquinische Xeremía (Plural Xeremíes) ist ein Musikinstrument aus der Familie der Sackpfeifen.
Die Xeremía besteht aus einem Sack aus Leder oder einem anderen Material (heute aus modernen Kunststoffen), der sac („Sack“) oder sarró („Blase“) genannt wird. Darin wird die Luft gesammelt. Er hat drei unterschiedliche Öffnungen: Eine beim bufador („Blasrohr“), durch den die Atemluft geblasen wird, die den Sack füllt. Eine weitere beim grall („Melodiepfeife“), dem Teil, welches die Melodienoten erzeugt. Und schließlich eine für die bordons („Bordune“). Davon gibt es gewöhnlich drei: Der erste heißt trompa oder bordó, der immer im Grundton erklingt, und die fillols, die auch nur Schmuck sein können und dann nicht klingen.
Sie hat einen charakteristischen, hellen und durchdringenden Klang, der seit alters die Feste und Wendepunkte des Lebens auf Mallorca begleitet.
Um sie zu spielen, nimmt der xeremier (der Musiker, der das Instrument spielt) den Sack zwischen Unterarm und Ellbogen, bläst ihn mit Hilfe des bufadors auf und lässt, indem er den sarró drückt, die Luft durch den grall  entweichen, der mit beiden Händen gespielt wird. Aus der trompa kommt der Pedalton C3. Bei einigen Xeremías erklingen die Bordune auch in G3 und C4.

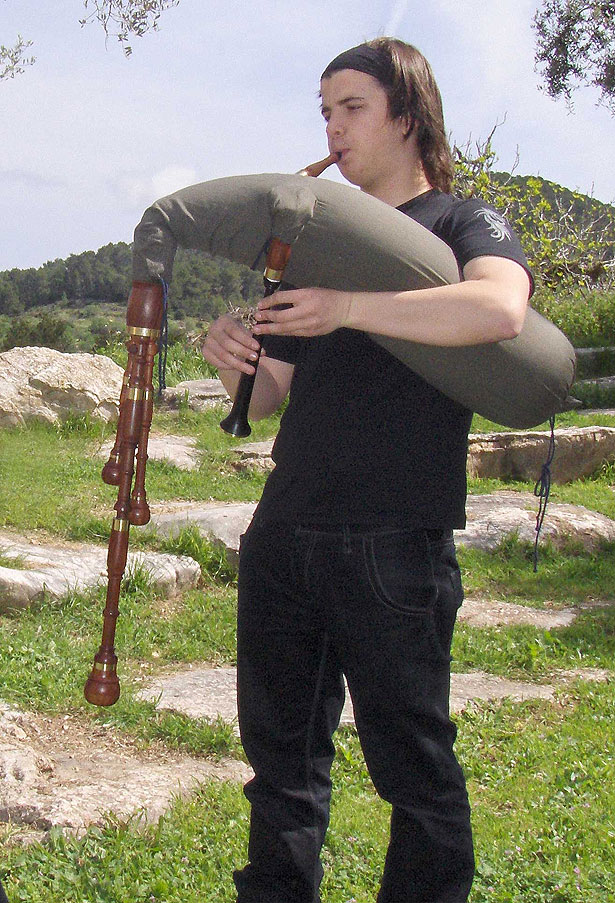
Xeremía

## Name
Die Bezeichnung xeremía bzw. der Plural xeremíes stammt aus dem französischen. Das altfranzösische Wort chalemie entwickelte sich zu charemie. Während der aragonesisch-katalinschen Herrschaft hatte das Okzitanische einen starken Einfluss, und die okzitanische Kultur breitete sich durch Spielleute und Troubadoure im ganzen Bereich der späteren katalanischen Länder aus.
Der Name des Instruments kann im Singular oder im Plural verwendet werden und hat je nach Ort verschiedene Formen. Auf der Insel Ibiza existiert die Xeremia ausschließlich ohne Sack. Siehe dazu: Xeremia. Auf den Balearen sagt man Xeremía, Xirimia, Xeremíes oder Xirimíes, in Katalonien dagegen Sac de gemecs.

## Teile der Xeremía
Die xeremías bestehen aus folgenden Teilen:
- Der sac oder sarró („Sack“ oder „Blase“) ist der Luftspeicher, der den grall, die trompa und die bordones speist. Der sarró wird zwischen Unterarm und Ellbogen gehalten und gedrückt, um die Luft in die Rohre zu leiten, die die verschiedenen Töne erzeugen. Der Luftstrom muss konstant und gleichmäßig sein. Dieser Vorgang ist für einen Anfänger der schwierigste. Ursprünglich war sarró aus Schaf- oder Ziegenleder, gegenwärtig werden auch synthetische Stoffe verwendet. Um ihn herzustellen, sollte man den ganzen Balg einer kleinen Ziege oder eines Schafs von ungefähr 25 kg nehmen. Der Balg wird gewendet, so dass das Fell nach innen kommt, und schneidet ab, was nicht brauchbar ist. Die vorderen Beine werden zu den Öffnungen, an denen die Halterungen für den bufador (rechts) und den grall (links) befestigt werden. An die Halsöffnung kommt der braguer, ein Holzstutzen, der die Luft aus dem Sack zur trompa und zu den bordons weiterleitet. Der sarró wird mit einem „Kleid“ überzogen, das je nach Geschmack des Spielers aus typisch mallorquinischem Leinen oder aus einem Leder mit außenliegendem Fell sein kann (meist Ziege).

- Der bufador („Blasrohr“) ist das Teil, durch das die Luft in den sac bzw. sarró geblasen wird. Er ist aus Holz und hat an seinem unteren Ende ein Rückschlagventil, damit durch ihn keine Luft aus dem Sack entweicht.

- Der grall („Melodiepfeife“) ist der Teil des Instruments, der die Melodie erzeugt. Er wird aus Holz angefertigt und hat er eine konische Form mit acht Grifflöchern für die Finger beider Hände. Im grall befindet sich die inxa oder canyeta („Rohrblatt“), die den Klang erzeugt. Sie besteht aus zwei sehr feinen Rohrblättern, die von der durchströmenden Luft in Schwingung versetzt werden. Sie wird aus Rohr hergestellt, das im Januar bei Vollmond geschnitten wird und das man mindestens zwei Jahre lang trocknen muss. Durch Öffnen oder Schließen der Fingeröffnungen verändert sich die Tonhöhe. Sieben der Öffnungen befinden sich auf der Vorderseite, eine auf der Rückseite. Die Finger werden in folgenden Positionen gehalten: Kleiner Finger, Ring-, Mittel- und Zeigefinger der rechten Hand bedecken die untersten Öffnungen. Ring-, Mittel- und Zeigefinger der linken Hand bedecken die übrigen drei Öffnungen und der Daumen die Öffnung auf der Rückseite. Durch verschiedene Fingerkombinationen werden die verschiedenen Tonhöhen erzeugt.

- Der braguer ist das Teil, das die verschiedenen Bordune mit dem Sack verbindet und das die Luft zur trompa und zu den bordons weiterleitet. Er wird aus Holz gemacht, seine Öffnungen sind im Durchmesser so groß, dass der Luftfluss ausreicht, um die brumas („Rohrblätter“) der Bordune zum Schwingen zu bringen.

- Die bordons haben die Aufgabe, die dauerhaften Begleittöne zu erzeugen, die „Pedaltöne“ oder „Begleitbässe“. Sie werden aus Holz in gegenkonischer Form gebaut und enden in einer durchbohrten Glocke. Die sogenannten traditionellen Modelle der xeremíes haben nur Schmuckbordune, die nicht klingen. Diese heißen dann fillols. Die bruma erzeugt die Töne der Bordune. Sie wird aus einem Rohrblatt hergestellt (heute auch aus Kunststoff), das durch den Luftstrom in Schwingung versetzt wird. Indem das Bordunrohr als Resonanzkörper dient, wird der entsprechende Ton erzeugt. Die Höhe des Tons, den die bruma erzeugt, der die Grundlage für den Bordun bildet, richtet sich nach der Länge und der Dicke ihres Rohrblatts. Alle brumas einer xeremia müssen bei gleichem Luftdruck gleich laut klingen. Der endgültige Klang des Borduns entsteht durch die unterschiedlichen Resonanzen und Obertöne, die entstehen, wenn die Luft zur Glocke strömt.

- Die trompa ist der größte Bordun. Sie klingt in allen Instrumenten.

- Grall und bufador sind mit Hilfe von nous („Nüssen“) aus Holz am Sack befestigt.

Gewöhnlich sind die xeremíes nach dem Geschmack des Besitzers verziert, wenigstens mit einem „Kleid“ aus typisch mallorquinischem Leinen, das den Sack bedeckt, und mit Quasten und Kordeln in verschiedenen Farben. Als Schmuck, aber auch um die Holzteile zu schützen, werden virolles verwendet. Das sind Metallringe, gewöhnlich aus Messing, aber gelegentlich auch aus Silber oder anderem Edelmetall, die sich an den Enden der Bordun- und Spielrohre befinden. Es können Sonnen, Monde und Sterne eingraviert sein, deren genaue Bedeutung nicht bekannt ist. Es wird aber vermutet, dass sie religiösen Ursprungs sind.
Für die Holzteile wird ein Holz verwendet, dass den Klang gut überträgt, das gut zu bearbeiten und beständig gegen Feuchtigkeit ist. Am häufigsten werden Mandel-, Kirsch-, Passionsfrucht-, Buchs- und Ebenholz verwendet, aber in jüngster Zeit auch Bubinga- und Cocoboloholz. Der grall wird gewöhnlich aus Passionsfrucht- oder Mandelholz gemacht (Nach mallorquinischem Brauch werden die Hölzer im Februar geschlagen. Bei Bäumen mit immergrünem Blatt zu Neumond, bei Bäumen mit Laubwechsel zu Vollmond).

## Tonumfang und Stimmung
Grundsätzlich umfasst der Tonumfang der Melodierohrs etwa eine Oktave von B3 bis C5, wobei auch bis zum G5 überblasen werden kann, indem der Druck im Sack erhöht wird. Da die überblasenen Töne gezwungen klingen, werden sie kaum verwendet. Es werden auch kaum Noten mit Vorzeichen verwendet, außer gelegentlich B und Fis, manchmal Cis.
Meistens steht die xeremía in C oder in Cis. Das heißt, der grall und die trompa stehen in C3 bzw. Cis3, ein Bordun in G3 bzw. Gis3 und der andere in C4 bzw. Cis4.
Vor einigen Jahren wurden xeremíes in Cis gestimmt. Diese ungewöhnliche Stimmung entstand durch ein Missverständnis, als man anfing, das Instrument wieder zu beleben. Im 20. Jahrhundert war die xeremía, wie viele andere traditionelle Instrumente beinahe verschwunden. Während der 1970er/1980er Jahre gab es eine starke Bewegung, die mallorquinische Identität und die mallorquinischen Traditionen wieder zu gewinnen. Diese Entwicklung, die Kultur der einzelnen Völker wieder zu gewinnen, war in ganz Europa zu beobachten.
Eine der wichtigsten Errungenschaften dieser Bewegung, war die Wiederbelebung der xeremía, die praktisch ausgestorben war. Es gab kaum noch ein Dutzend Instrumente. Daher wurden die alten Instrumente vermessen. Das letzte Instrument, das von einem wirklich authentischen Instrumentenmacher kam, stammte aus einer Zeit, in der die Instrumente noch in D standen. Gemessen an der modernen Stimmung in 440 Hz schienen die alten mallorquinischen xeremíes in Des bzw. Cis zu stehen.
Die Instrumente in Cis stehen heute neben denen, die in C gestimmt sind, und die immer häufiger im Unterricht und von Gruppen (estols) verwenden werden. Gegenwärtig gibt es Bestrebungen, die Stimmung in D wiederzubeleben (ein sehr klarer Klang beim Spiel im Freien, jedoch nicht sehr stabil in der Intonation), die Stimmung in C beizubehalten (musikalisch vielseitig) oder die Stimmung in B (wohlklingend und in der Intonation ziemlich stabil).

## Geschichte
Zu den Ursprüngen siehe den Artikel Sackpfeife
Die ersten klaren Belege für Sackpfeifen auf der iberischen Halbinsel stammen aus dem Mittelalter. Man weiß, dass die Araber das Instrument kannten und spielten (Manche meinen, sie hätten es von den Goten übernommen, andere meinen, es sei keltischen Ursprungs). Der erste schriftliche Beleg stammt aus dem 9. Jahrhundert in einem apokryphen(!) Brief des Hl. Hieronymos, in dem es heißt:

„Der chorus ist ein einfacher Lederschlauch mit zwei Rohren aus Messing. Der Spieler bläst in das eine hinein und der chorus gibt den Klang durch den zweiten ab.“

Der Einfluss des Hofes von Aragon und der von Katalonien auf die Balearischen Inseln und die intensiven kulturellen Verbindungen zwischen den Gebieten nördlich und südlich der Pyrenäen, verbunden mit der katalanischen Vorherrschaft in Okzitanien, welches ein herausragendes kulturelles Zentrum war, brachte die Figuren der Troubadoure und Spielleute hervor. Im Jahr 1209 kam eine große Zahl von Troubadouren und Spielleuten, die aus Okzitanien vor den Repressionen geflohen waren, denen sie durch nordfranzösische Herrscher ausgesetzt waren, die von Papst Innozenz III. beeinflusst waren. Die Sackpfeifen finden sich besonders an den Orten, in denen es Kontakte zum aragonesisch-katalanischen Hof gab.
Als Jakob I. von Aragón „el Conqueridor“ Mallorca und Ibiza eroberte und dort seine katalanischen Vasallen ansiedelte, brachten diese ihre Sackpfeife mit, den saco de gemecs, von dem die xeremia mallorquina abstammt.
Ein Dokument aus dem Archiv der Krone Aragon erwähnt im Jahr 1343 einen gewissen „Joan Mascum, Sackpfeifenspieler des Königs von Mallorca“ im Zusammenhang mit König Jakob III., und es ist bekannt, dass die Spielleute des mallorquinischen Königs im Jahr 1353 gemeinsam mit Sackpfeifenspielern von Tortosa aus an den Hof von Peter IV. „el Ceremonioso“ zogen. Weiter gibt es Nachrichten darüber, dass Treffen der Spielleute aus allen Ländern stattfanden, besonders zur Fastenzeit.
Es gibt Berichte, die auf die Existenz von Instrumenten aus der Gattung der Sackpfeifen um das Jahr 1119 in Barcelona und 1258 in Valencia hinweisen, in denen es heißt, dass bei der St. Dionyisios-Prozession „zwei Hornspieler, zwei Trommler und eine Sackpfeife“ mitliefen. Von 1335 an gibt es viele schriftliche Erwähnungen der Sackpfeife. Seit dieser Zeit verbreitete sie sich und wurde beliebter. Hirten und Bettler begannen sie zu nutzen, wenn auch die Form noch sehr einfach war.
Während der Regierung von Alfons V. von Aragon (= IV. von Katalonien), genannt „el Magnánimo“, verbreitete sich das Instrument gemeinsam mit anderen kulturellen Errungenschaften in den Gebieten des Königtums im Mittelmeerraum. In Neapel ist für 1420 belegt, dass es Musiker gab, die xalamias spielten.
Im 19. Jahrhundert setzten sich einige Veränderungen des Instruments durch, die es allmählich zu dem machten, wie wir es heute kennen. Die Entwicklung der anderen Musikinstrumente verdrängte die Sackpfeife, da der Tonumfang nicht mehr als eine Oktave betrug. Da es schwer war, sie zu modernisieren, blieb sie ein einfaches, wenig kultiviertes Instrument. Während es in den übrigen katalanischen Gebieten einen Rückgang gab, war er auf den balearischen Inseln aufgrund der isolierten Lage und der sehr bäuerlichen Gesellschaft nicht so ausgeprägt, und das Instrument wurde in der dortigen Kultur bewahrt.
Das Fernsehen, das in der Mitte des 20. Jahrhunderts aufkam und die populäre Kultur beeinflusste, diente der Vermittlung der offiziellen, franquistischen Auffassung von Kultur, die auf eine beschränkte Sicht der unterschiedlichen Kulturen hinauslief (die Gaita galt als galizianisch, die Tanz als aragonesisch, der Flamenco als andalusisch...). Das erschwerte die Wahrnehmung der jeweils eigenen Kultur. Auch die besondere Dynamik, mit der sich andere Unterhaltungsangebote, wie das Kino, verbreiteten, hatten einen spürbaren Einfluss darauf, dass viele Gruppen von xeremiers verschwanden, die im Verlauf des 20. Jahrhunderts immer weniger wurden. 1965 starb einer der letzten xeremiers, Francesc Pasqual, bekannt als el Tonos.
Der allgemeine Brauch, das Instrument beim Tod des Besitzers von einer Hand in die nächste zu geben, ließ den Bau des Instruments stark zurückgehen. Auch war auch der Verkauf der alten xeremies als Souvenir für Touristen eine Ursache für die Krise, die die mallorquinische Sackpfeife durchmachte.
Die xeremía, nahe verwandt mit dem sac de gemecs, erhielt sich in den tiefen Schichten der traditionellen Kultur der Balearen, und am Ende des 20. Jahrhunderts erfuhr sie ihre Rettung und erneute Verbreitung, die von Seiten einiger Folklore- und Kulturgruppen betrieben wurde.
Es werden zwei Perioden in Bezug auf die Form der xeremía unterschieden. Vom 12. bis zum 16. Jahrhundert bestanden Instrumente mit oder ohne trompa nebeneinander. Seit dem 16. Jahrhundert nahm das Instrument die Form an, die es heute hat, mit Bordunen, die über den Sack hängen. Die direkte Verbindung dieser Sackpfeife mit dem sac de gemecs spiegelt sich noch in dem einzigen Unterschied, dass im sac de gemecs alle Bordune klingen, während bei den xeremies auch zwei nur als Schmuck dienen können.

## Diecobla

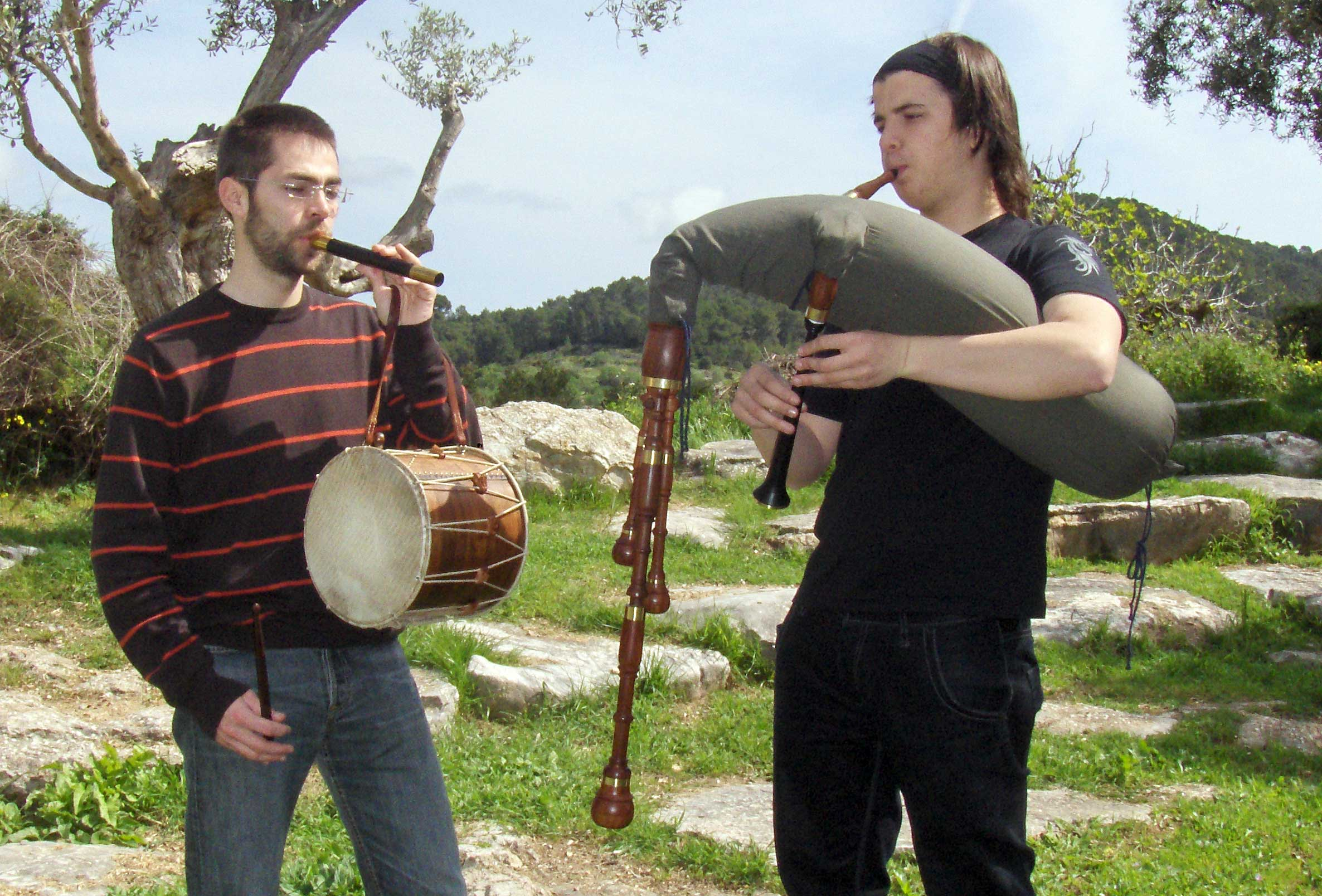
Cobla (mallorquinisch Colla) aus einem Xeremier und einem Flabioler (mit Einhandflöte und Handtrommel)

Die xeremia wurde gewöhnlich in einer Gruppe mit der Bezeichnung Cobla de tres quartans („Dreiviertel-Kapelle“) gespielt. Diese Besetzung wird gemeinhin auch Ses Xeremíes („Die Xeremien“) genannt. Heutzutage ist eine verkleinerte Besetzung üblich, die media copla (mallorquinisch auch colla) die nur noch die xeremía (Sackpfeife) und den flabiol (Einhandflöte) mit den tamboril (Handtrommel) umfasst.
Je nach Zusammensetzung werden folgende coblas unterschieden:
Die „halbe“ cobla
Sie besteht aus einer Sackpfeife, einer Einhandflöte und einer Handtrommel. Diese Besetzung ist auf den Balearen und in Katalonien sehr populär. Dabei klingen die xeremia und der flabiol (plus tamboril) gemeinsam mit derselben Lautstärke und ohne dass ein Instrument das andere überdeckt.
Die „dreiviertel“ cobla
Sie besteht aus einer Sackpfeife, einer Tarota (Schalmei), einem Flabiol und einem Tamboret (Handtrommel), die von drei Musikern gespielt werden. Flabiol und tamboril werden von demselben Musiker gespielt. Daher kommt die Bezeichnung „dreiviertel“. Sie hat einen mittelalterlichen Ursprung und geht auf die Gruppen der Spielleute zurück.
Im 18. Jahrhundert wurden die coblas de ministrils („Stadtpfeiferkapellen“) aus Handflöte, Handtrommel, Schalmei und Sackpfeife gebildet. Sie spielten eine sehr wichtige Rolle bei den verschiedenen Festen und Anlässen, die in den Ortschaften begangen wurden. Die Cobla war musikalisch gut aufeinander abgestimmt. Die Trommel war für den Rhythmus und die langen Noten zuständig, die Sackpfeife spielte die Melodie und die Harmonien. Die Handflöte verdoppelte die Melodie und verlieh den Tönen Brillanz, während der Schalmei die Rolle der zweiten Melodiestimme zukam (sie klang eine Oktave tiefer als xeremía und flabiol).

## Repertoire
Entsprechend der langen Geschichte des Instruments ist das Repertoire der xeremía sehr reich, und vergrößert sich noch, wenn es im Zusammenhang mit der colla betrachtet wird.
Es gibt zwei klar unterschiedene Perioden. Eine erste, in der die musikalische Überlieferung fest stand. Jedes Duo von xeremiers pflegte sein eigenes Repertoire, ohne neue Stücke aufzunehmen. Sie verhinderten sogar, dass andere Duos die eigenen Stücke übernehmen konnten, was dazu führte, dass sie nicht vor anderen collas spielten, um zu verhindern, dass jemand ihre Lieder kopieren könnte. Diese Periode hat dazu geführt, dass es zwischen den Gruppen aus verschiedenen Ortschaften unterschiedliche musikalische Stile gibt. In der zweiten Periode wurde die Musik verbreitet und man lernte dasselbe.
Es sind Stücke aus der Zeit kurz nach der Eroberung des Inseln durch den König von Aragón überliefert, wie die danzas de los cossiers in Montuïri, Algaida, Manacor und Pollença, oder die Cavallets, die in Felanitx, Pollença und Artà getanzt werden. Dasselbe gilt für die Tänze zu Sant Joan Pelós (auch Sant Joan Pelut), von den Moratons, den Indis und den Balls de Cintes, wobei letztere heute praktisch verschwunden sind. Gemeinsam mit diesen Stücken werden auch andere gespielt, zum Beispiel Jotas y Boleros, ebenso wie Pasodobles, Rumbas, Walzer usw.

## Redensarten
Mit dem Begriff der xeremía gibt es eine Reihe beliebter Redensarten. Manche beziehen sie auf die Heiterkeit des Instruments, andere auf seine Form oder seinen Klang. Es gibt beispielsweise folgende Wendungen:
- Content com unes xeremies, „Fröhlich wie eine Sackpfeife“.
- Plorar com unes xeremies, „Weinen, wie eine Sackpfeife“.
- Dits, dits, que vent no en falta „Finger, Finger, möget ihr immer Wind haben“.
- Riure-se´n des Sant i ses xeremies „Über den Heiligen und die Sackpfeife lachen“.
- Mes inflat que unes xeremies, „Aufgeblasener als eine Sackpfeife“.[2]

## Belege
1. ↑  XEREMIES I XEREMIERS A MALLORCA (Linkkorrektur: 10. Oktober 2012)
2. 1 2 3 4 5  
Brenno: Xeremies mallorquina, un poco de lenguas, geografia e historia. 2002, archiviert vom Original am 21. Oktober 2002; abgerufen am 30. November 2007 (katalanisch).
3. 1 2  
tourism-mallorca.com: una mica d'història. In: LA XEREMIA. 2000, abgerufen am 17. Mai 2015.
4. ↑  Zitiert bei Curt SACHS: Historia universal de los instrumentos de música, Buenos Aires, Centurión, 1947, S. 269